# Opera Software
Opera Software és una empresa noruega, coneguda principalment per la seva suite d'Internet Opera. Opera Software està molt involucrada en la promoció i participació en el desenvolupament d'estàndards web en el W3C. La companyia té la seu a Oslo, Noruega, amb oficines a Suècia, Xina, Japó, Corea del Sud, Polònia i els Estats Units.
La visió de l'empresa Opera és «oferir el millor navegador en tots els mitjans possibles».

## Història
Opera Software va ser llançada inicialment com un projecte de recerca en l'empresa de telecomunicacions noruega Telenor, el 1994. Avui és una empresa independent, fundada el 30 d'agost de 1995 per Jon Stephenson von Tetzchner i Geir Ivarsøy. La primera versió pública d'Opera és la versió número 2.1 del 1997, corrent sobre Windows.
Opera Software ha fet una oferta pública inicial el febrer de 2004 i està registrada a la Borsa de Valors d'Oslo des de l'11 de març de 2004.
El 20 de setembre de 2005, la companyia va anunciar que eliminaria la publicitat del navegador que fins aquí va mostrar una bandera de publicitat, a menys que l'usuari comprés una llicència. Aquesta decisió torna més fàcil la utilització del programari per a l'ús individual. La resta del programari, però, segueix sent protegida. La decisió s'ha dut a terme amb l'esperança que encoratjaria a més usuaris a usar Opera com a navegador.
Opera Software també s'ocupa dels navegadors Web per a Nintendo DS i Wii.
El 30 d'abril de 2010, l'empresa Opera Software compra FastMail.fm, una empresa de correu electrònic d'Austràlia, a un cost no revelat.
Després d'haver comprat a principis de 2010 l'agència de publicitat AdMarvel, Opera Software va anunciar el 5 d'octubre de 2010 que la seva plataforma publicitària Open Mobile Ad Exchange està oberta als anunciants, els anuncis dels quals poden ser vistes per fins a 66,5 milions d'usuaris mòbils.